# 谭君铁
谭君铁（1968年1月—），男，广东阳东人，中华人民共和国政治人物。阳江师范学校毕业，中山大学行政管理专业在职研究生学历，管理学硕士。

## 生平
1986年7月参加工作，1988年4月加入中国共产党。历任中共阳西县委副书记、县长，共青团广东省委副书记、书记，广东省人民政府副秘书长、省港澳办主任等职。2012年2月，任中共梅州市委副书记、副市长、代市长（3月正式当选）。2016年7月，任中共梅州市委书记，市人大常委会主任。2018年9月，任广东省出版集团党委书记、董事长。